# 教育に関する考察

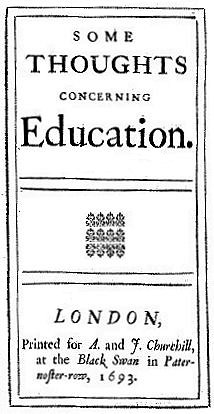
1693年刊行の『教育に関する考察』初版のタイトルページ

『教育に関する考察』(きょういくにかんするこうさつ、原題：Some Thoughts Concerning Education)は、イギリスの哲学者ジョン・ロックが紳士の教育に関して書いた1693年の著書である。1世紀以上に渡り、これはイギリスの教育に関する最も重要な哲学的著述であった。これは18世紀にほとんどすべての主要なヨーロッパの言語に翻訳され、ジャン・ジャック・ルソーを含むロック以降の教育に関するほとんどすべてのヨーロッパの著述家がその影響を認めている。
彼には人間の理解に関するエッセイ『人間悟性論』（1690）があり、ロックは、人の心が、タブラ・ラーサまたは「白い板」であり、生得的な観念は含まれていないという新しい心の哲学を開陳している。『教育に関する考察』は、三つの異なる方法、健康な体作り、高潔な性格形成、そして適切な教養カリキュラム選びを通して、どのようにして心を教育していくかを示したものである。
ロックは、子どものために育児の助言を求める貴族の知人のために、後に書物になる一連の手紙を書いたが、彼の教育的原則は、ロックが個人的に手紙を書いた知人と同じタイプの性格を誰もが獲得できることを示唆していたので、彼の助言は予想外に多くの人に受け入れられることになった。

## 歴史的背景
ロックは、完全に独創的な教育哲学を書くのではなく、彼自身の考えを紹介すると同時に、17世紀の教育改革のいくつかの問題点を意図的に広く知らしめようとしたように見受けられる。ジョン・イヴリンは、以前、「カリキュラムと教授法」でジョン・オーブリー、ジョン・イーシャード、ジョン・ミルトンなどの著述家と、「似たような改革」を提唱していたが、幅広く知られるまでには至っていなかった 。
しかし、不思議なことに、ロックは彼の著述全体を通してイヴリンが革命的な仕事をしていると宣言する。『教育に関する考察』について著書のあるネイサン・タルコフとしては、「ロックは、『通常の』、『一般的な』、『通常の』通、または『一般的な』教育をイヴリンが薦めるのに、しばしば明らかに反対している」と指摘する。
イギリスがますます重商主義と世俗主義になるにつれて、スコラ学を祀っていたルネッサンスのヒューマニスト教育の価値は、多くの人に無用のものと見なされるようになった。
古典の文化的権威に異議を唱えたフランシス・ベーコンの知的伝統に従い、ロックなどの改革者、後にフィリップ・ドッドリッジはケンブリッジ大学とオックスフォード大学の「すべての学士と学部生は、その議論に於いては、学校で多くの論争と努力を引き起こすような様々な著述家を脇にやり、アリストテレスと彼を擁護する人々にのみ従い、彼から質問を受け、彼らが古代の真の哲学に同意せずに、すべての不毛で正気でない質問を学校から除外しなさい」という布告に反対した。息子たちにギリシャ語とラテン語のテキストの勉強にすべての時間を費やすことを要求する代わりに、ますます多くの家族が息子たちに実践的な教育を要求し始めた。それらを新しい科学、数学にさらすことによって、そして現代語、これらの両親は、変化する経済のために、そして実際、彼らが彼らの周りに形成されるのを見た新しい世界のために彼らの息子を準備することを望んだのである
。

## テキスト
1684年、メアリー・クラークと夫のエドワードは、友人のジョン・ロックに息子のエドワード・ジュニアの教育について助言を求めた。ロックは一連の手紙で返答し、それは最終的に『教育に関する考察』として出版された。
しかし、ロックが実際にこの論文を発表したのは、クラークと別の友人であるウィリアム・モリノーに励まされ、1693年になってからのことである。ロックは、一般公開に関しては「臆病」であり、テキストを匿名で公開することを決定した。ロックは死ぬ前にテキストを5回改訂して増補したが、「親しみやすく、親切な作品のスタイル」を実質的に変えることはなかった 。
「序文」は読者に一連の手紙としてその謙虚な由来について注意を与え、いくつかの考えについて全巻を書いたネイサン・タルコフによれば、そうでなければ「鬱陶しいもの」に見られるやもしれない助言が受け入れられるものになっている。タルコフは、ロックが彼の読者を自身の友人のように扱い、読者もそのように対応したと述べている。

## 教育論
『人間悟性論』と『教育の関する考察』におけるロックの主だった主張であるが、この二つの著作は18世紀の教育論において決定的な役割を演じている。
一つには、教育が人を作るということである。ロックが彼の論文の冒頭で書いているように、「私たちが出会うすべての男性の中で、十中八九、善か悪か、役に立つかどうかにかかわらず、教育に依って彼らが何であるかを言うことができる」
この主張をする際に、ロックは、人は原罪を負う人の概念に根拠を置くアウグスティヌスの人間の見方と、人間が基本的な論理的命題を本質的に知っていると主張するデカルトの立場の両方に反対していた。
彼の『人間悟性論』中で、ロックはタブラ・ラサ、「何も書かれていないまっさらな」心が、経験に依って「満たされる」と断言している。これらの用語で精神を説明する際に、ロックはプラトンのテアイテトスを利用している。これは、精神が「まっさらな板」のようなものであることを示唆している ロックはタブラ・サの心の理論について熱心に主張したが、それでも彼は生来の才能と興味を信じていた。
たとえば、彼は両親に、子供たちが嫌いな活動に参加することを強制するのではなく、子供たちの「適性」を発見するために注意深く見守り、子供たち自身の利益を育むように助言する。—「したがって、彼は子供たちが彼らの性質と適性をよく研究し、しばしば試行によって、彼らが簡単に取るターンと彼らになるものを見て、彼らの生まれつきの素質が何であるか、それがどのように改善されるか、そしてそれが何であるかを観察するべきです」
ロックはまた、自己の理論についても論じている。彼は次のように書く。「私たちの優しい乳児に対するほとんど無感覚な印象は、非常に重要で永続的な結果をもたらします。」
つまり、若いときに作られた「観念の繋がり合い」は、成熟したときに作られたものよりも重要である。なぜなら、それらは自己の基盤であるためである。それらはタブラ・ラサをマークしているから。
彼が最初に観念の繋がり合いの理論を紹介した『悟性論』では、ロックは「愚かな女中」が子どもに「ゴブリンと妖精」が暗がりの中にはつきものだと思い込ませないように警告している。暗がりは、それ以後、彼らにとってはただ恐ろしいものになってしまう。そしてそうした観念は容易く結合されるので、彼は一方を他方なしでは考えられなくなってしまう。
心の形成における経験の役割の強調と観念の誤った連想に対する彼の懸念は、多くの人に彼の心の理論が能動的ではなく受動的なものであるかのようなイメージを植え付けたが、ニコラス・ジョリーは、ロックの哲学理論の紹介で、これは「ロックについての最も奇妙な誤解の一つ」だという。彼とタルコフの両方が強調していることであるが、ロックの著作は、知識を積極的に探し出し、受け取った意見を反映させるための示唆で溢れている。実際、これがロックの生得主義への挑戦の本質である。

### 身体と心
ロックは、学業教育を行う前に、子供の身体的な「習慣」を注意深く育てることを親に勧めている。多くの学者が述べているように、ロックのように経験豊かな医師が子供の身体的ニーズの議論からいくつかの考えを引き出すのは当然のことであるが、この一見単純で一般的な革新はロックの最も永続的な遺産の一つであることが証明されている。西洋の子育てマニュアルは、依然として食物と睡眠の話題に終始している。ロックは、子どもの両親たちに、なににもまして子どもの健康に留意するよう説得するために、ジュベナルの風刺—「健全な身体に健全な精神が宿る」を引用する。ロックは、子供が若いうちに過酷な条件にさらされて、たとえば、年をとったときの寒さに耐えることができると固く信じていた。「子どもには、冬でも夏でも、ぬくぬくとした格好をさせてはいけません」（ロックの強調）、彼は、「体は最初から慣れているものなら何でも耐えるだろう」と主張している。
さらに、悪寒や風邪を引くから子供を防ぐために、ロックは、子どもの「足を毎日冷たい水で洗わせ、彼の持っている靴を、彼らが水たまりに足を突っ込むと水がしみ込んだり、ほとんど水に使ってしまうくらい薄い靴を履かせるように勧めた」 。
ロックは、子供たちが足を濡らすことに慣れていれば、突然のシャワーで足を濡らしても風邪をひかないだろうと考えたのである。そのようなアドバイスは（従うかどうかにかかわらず）非常に人気があった。こうした考え方は、18世紀半ばのジョン・ニューベリーの児童書のいたるところに登場している。これは、イギリスで最初に最も売れた児童書である。 ロックはまた、ベッドリネンからダイエット、睡眠療法に至るまでのトピックに関する具体的なアドバイスを提供している。

### 美徳と理性
ロックは、『教育に関する考察』の大部分を、子供たちに美徳を植え付ける方法を説明することに捧げている。彼は美徳を自己否定と合理性の組み合わせとして定義している：「人は自分の欲望を"否定し"、自分の傾向を超え、そして純粋に理性が最善と指示するものに従うことができるが、食欲は逆に傾いている」（強調はロックによる） 。将来の高潔な大人は、自己否定を実践するだけでなく、合理的な道を見ることができなければならない。ロックは、子供たちは人生の早い段階で推論することができ、親は彼らを推論する存在として扱うべきであると確信していた。さらに、彼は、親は何よりも、子どもたちに合理的に考える「習慣」を身に付けさせるべきだと主張している。
ロックは、常に規則よりも習慣を強調する。子どもたちは、複雑な一連の禁止事項を暗記するのではなく、推論の習慣を内面化する必要がある。合理性と習慣へのこの焦点の当て方は、『人間悟性論』でのロックの二つの懸念に対応している。『教育に関する考察』を通して、ロックは多数派の非合理性と、慣習の権威のために、長年の信念を変えたり失ったりすることができないことを嘆いている 。この問題を解決する彼の試みは、子どもを合理的な存在として扱うだけでなく、報酬や罰ではなく、尊敬と恥辱に基づいた懲戒制度を作ることでもある。
ロックにとって、お菓子などの報酬や殴打などの罰は、子供たちを合理主義者ではなく感覚的な人間に変えるものである。そのような感覚は、理性ではなく情熱を呼び起こす。彼は、「そのような種類の"奴隷の規律"は"奴隷の気質"を作る」と主張している（ロックの強調）。

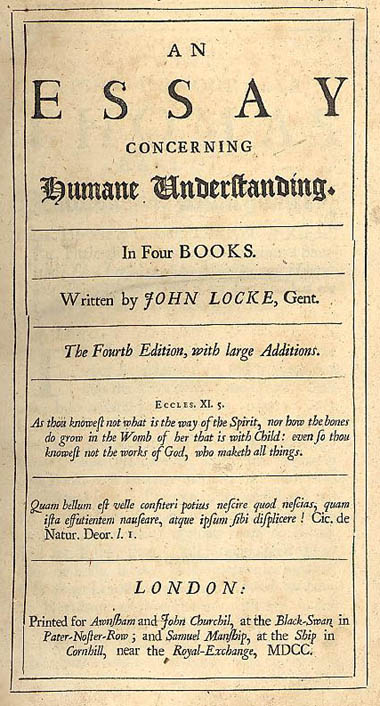
『人間悟性論』第4版の表紙

理解することが重要なのは、ロックが両親に子どもを理性的な存在として扱うようにアドバイスするとき、正確に何を意味するのかということである。ロックは最初に、子どもは「合理的な生き物として扱われるのが大好き」であると強調しているので、だとすれば親は子どもをそのように扱う必要がある。
タルコフは、これは、子どもが理性的な生き物として扱われたいという願望に応え、その目標を達成するために「報酬と罰によってのみ動機付けられる」という点でのみ、子どもが合理的であると見なすことができることを示唆していると主張している。最終的に、ロックは子どもたちができるだけ早く大人になること(子ども期が短くて済むこと)を望んでいる。
彼が『教育に関する考察』で論じているように、「世界に対する唯一のフェンスはそれについての完全な知識であり、若い紳士はそれに耐えることができるように段階的に入る必要があり、それが早ければ早いほど良い」。『市民政府論』の第二論文（1689年）では、次のように言う。子どもたちがまだ無知な幼年時代に、その精神を教え、その行動を指導することは、理性がこれに取って代わり、子どもたちがこのような煩わしさを脱するようになるまでの間は、子どもたちの必要とするところであれ、かつ両親の義務である、と。

### 教科のカリキュラム
ロックは、『教育に関する考察』において、特定のカリキュラムの概要を説明するために多くのページを費やすというようなことはしていない。彼は、教育は美徳を植え付けることであり、西洋の教育者が今日批判的思考スキルと呼ぶものの重要性により関心を向けている。
ロックは、親または教師が最初に子どもたちに学び方と学びを楽しむ方法を教えなければならないと主張する。彼が書いているように、教師は「彼の仕事は、知識の愛と尊敬を育むために、知識のすべてを子どもに教えることではなく、彼を知るための正しい道筋に導き、自身をより善いものにしていくことではないことを覚えておくべきである。」
しかし、ロックは、自身が貴重なカリキュラムが何であると考えるかについて、いくつかのヒントを提供している。彼はラテン語の学習に長い時間を費やしたことを嘆き、子どもたちは最初に母国語で上手に話したり書いたりするように教えられるべきだと主張し、特にイソップ寓話を勧めている。
ロックの推奨事項のほとんどは、有用性の原則に基づいている。
それで、例えば、彼は子どもたちが彼らの海外旅行で（彼らが訪れる場所を記録するために）役立つので子どもたちに絵の描き方を教わるべきだと主張する。しかし、詩と音楽は時間の無駄であると言う。
ロックはまた、科学革命の最前線にいて、地理、天文学、および解剖学を擁護していた
ロックのカリキュラムの推奨事項は、スコラ的な人文主義からの脱却と、科学だけでなく実践的な専門的訓練も強調する新しい種類の教育の出現を反映している。ロックはまた、例えば、すべての（男性の）子どもが貿易を学ぶことを推奨した。ロックの教育学的提案は、18世紀と19世紀に英国を決定づける新しいブルジョアの精神の始まりを画している。

## 階級
ロックが、後に『教育に関する考察』となる手紙を書き始めたとき、彼は貴族に話りかけていたが、最後の方の文章ははるかに幅広い読者に向けられている。
たとえば、ロックは次のように書く。「私は、美徳 [sic]を、男性または紳士の資質の最初で最も必要なものとし考える。」ロックの教育の著作の中で最も包括的な版を編集したジェームス・アクステルは、「彼はこの細やかな階級のために書いたが、これは特にその主な原則、彼は教育について語ったもののことは、多くの可能性を排除するものではなく、"すべての"子どもに等しく適用可能なものである」（アクセルの強調）。
これも現代的な見方である。ピエール・コストは、1695年の最初のフランス語版での紹介で、次のように書いている。「この著作は、特に紳士の教育のために計画されたものである。しかし、これは、あらゆる種類の子どもたちの教育にも役立つことを妨げるものではない。彼らがどんなクラスでも」
ロックの教育の一般原則をすべての子どもたちに当てはめることは難しいことではなく、コステのような同時代人は確かにそうしたのだが、ロック自身は、暗に反対を唱えるかのような言明もあるものの、『教育に関する考察』は裕福な中産階級にのみ適用されると信じていた（または、当時言及されていたように、「中流階級」）。
教育論におけるロックの結論の一つは、彼は「王子、貴族、そして普通の紳士の息子は、異なる養育方法があるはずだ」というものである。
ピーター・ゲイが書いているように、「すべての子どもを教育するべきだとか、教育を受けるすべての子どもを同じように教育するべきだとは思いもよらなかった。ロックは、学校制度が改革されるまで、紳士は息子を家庭で、家庭教師を使って訓練するべきだと信じていた。貧しい人々に関しては、ロックの小さな本にはまったく登場してこない」
彼の「救貧法に関するエッセイ」の中で、ロックは貧しい人々の教育に目を向けている。彼は、「労働者の子どもたちは小教区に任されているので、通常は野放しになっているだけなので、彼らの労働力もも一般に12歳または14歳になるまで失われていくのが通例だ」と嘆く。
したがって、彼は、貧しい子供たちが「幼い頃から（3歳で）働くように育てられる」ように、イギリスの各教区に「働く学校」(working schools)を設立することを提案している。彼はさらにこれらの学校の運営の仕組みを概説し、それらが教区にとって有益であるだけでなく、彼らが子どもたちに良い労働倫理を植え付けるであろうと主張している。

## 性差
ロックは、友人のエドワード・クラークの息子を教育する方法についての質問に応えて、『教育に関する考察』を書いたので、ロックが最初に述べたように、本稿の"主な目的"は、"若い紳士が幼い頃から育てられるべき方法であり、この教育は「娘の教育に完全には適合しない。性別の違いで異なる扱いを必要とする場合でも、区別するのは難しいことではない"（ロックの強調）」
この一節は、ロックにとって、教育は男性と女性で基本的に同じであったことを示唆している。この解釈は、彼が1685年にメアリークラークに書いた手紙によって裏付けられている。「真理、美徳、そして服従に関して…、あなたの考えのうちでは性に違いはないと承知されている以上、息子のための手紙と仰るものについても、私はなんの違いもないという思いである。 。」
マーティン・サイモンズは、ロックは「暗示的および明示的に、少年の教育はすでに知的な上品なクラスの何人かの少女が従うべきであると示唆した」と述べている。ロックは、個々のニーズを無視してほとんど価値を教えない学校に男の子を送るのではなく、女の子がすでにそうであったように家で教えられるべきであり、「家と財産の有用で必要な技術を学ぶべきである」と主張する。彼の同時代人メアリー・アステルのように、ロックは女性が合理的で高潔であるように教えられることができ、そして教えられるべきであると信じていた。
しかし、ロックは女性の身体の扱いについてはいくつかのマイナーな「制限」を推奨している。最も重要なのは、外見のために女性の身体活動を抑制していることである。「しかし、女の子では、健康が許す限り美しさにも注意を払う必要があるため、これにはいくつかの制限が必要である... 特に非常に暑くて日差しがきついときには、女の子の柔らかい肌は眩しい日差しに日除けなどの配慮が必要である。」ロックの声明は、彼が男性の美しさよりも女性を重視していることを示しているが、これらの意見が公表されなかったという事実により、現代の読者は、もしあれば、女の子と男の子に必要な「異なる対応」に関して独自の結論を引き出すことができた。
さらに、ベストセラーの指南書「女性の全義務」（1696）、「男性の全義務」（1657）の女性の伴侶、ルソーの『エミール:あるいは教育論』（1762）など、他の教育理論と比較すると、ルソーもロックの『教育に関する考察』も、女性のために男性とは完全に別個の教育プログラムを提案してはいるが、ロックの方がはるかに平等主義的であるように見える。

## 受容と遺産

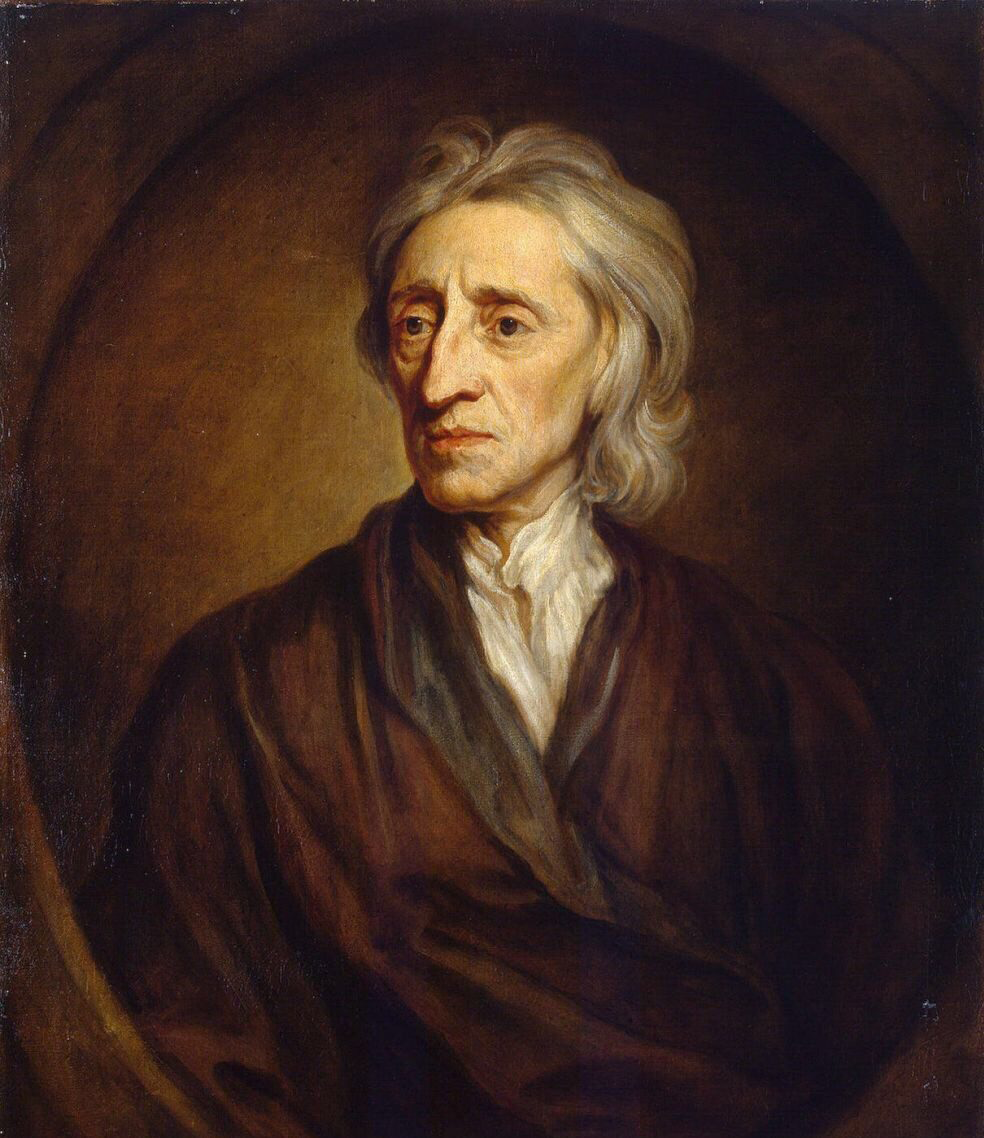
ゴッドフレー・クネラーによるジョン・ロック (1697)

ルソーの『エミール:あるいは教育論』（1762）とともに、ロックの『教育に関する考察』は、教育理論に関する18世紀の基本的な文献の一つであった。英国では、1世紀以上にわたってこのトピックの標準的な扱いと見なされていた。このため、一部の批評家は、ロックの最も影響力のある作品はどれかにについて、『教育に関する考察』が『人間知性論』に関するエッセイと競合していると主張するものもある。17世紀のドイツの哲学者や数学者のゴットフリート・ライプニッツなど、ロックの同時代人の一部も同意見であった。ライプニッツは、ヨーロッパ社会への影響において、『教育に関する考察』が『人間悟性論』を凌ぐとさえ主張した。
ロックの『教育に関する考察』はぶっちぎりのベストセラーであった。18世紀だけでも、『教育に関する考察』は少なくとも53の版で出版されている：英語25版、フランス語16版、イタリア語6版、ドイツ語3版、オランダ語2版、スウェーデン語1版。
サミュエル・リチャードソンの『パミラ、あるいは淑徳の報い』（1740–1）などの小説の中でも抜粋して紹介され、多くの児童文学、特に最初に成功した児童出版社であるジョン・ニューベリーの理論的基礎を形成した。ジェームズ・A・セコードによると、18世紀の学者であるニューベリーには、児童文学の新しいジャンルを正当化するためのロックの教育的アドバイスが含まれていた。ロックの許可証は、このジャンルの成功を確実にするだろう、と。
18世紀の終わりまでに、ロックの教育思想への影響は広く認められていた。1772年、ジェームズ・ウィットチャーチは、彼の『教育に関するエッセイ』で、ロックは「学者は非常に恩恵を受けていることを認めなければならず、その名前は密かな崇敬と尊敬なしには決して言及できない著者であり、彼の主張は深い思索、考え抜かれた厳格な調査、明確で鋭い判断の成果である」と書いている。サラ・トリマーのような政治的に異なる作家も、彼女の定期刊行物「教育の守護者」（1802–06） で、マリア・エッジワースも、彼女が父親との共同執筆の論文「実践的な教育」（1798）、ロックのアイデアを引き合いに出した。
ルソーでさえ、両親は子どもを理性的な存在として扱うべきであるというロックの中心的な主張に異議を唱えながら、ロックに自ら負っているものを認めた。
ジョン・クレバーリーとD・C・フィリップスは、ロックの『教育に関する考察』を、彼らが「環境主義」と名付けた教育理論の伝統の出発点と位置づけている。ロックの作品が出版されてから数年後、エティエンヌ・ボノ・ドゥ・コンディヤックとクロード・アドリアン・ヘルベティウスは、人々の心は彼らの経験を通して、したがって彼らの教育を通して形作られるという考えを熱心に取り上げた。感覚を通して子どもたちを教えるというやり方はヨーロッパ中に広まった。
スイスでは、ヨハン・ハインリッヒ・ペスタロッチは、ロックの理論に基づいて、「即物教授」の概念を開発した。これらの教授は、生徒の注意を特定の事柄に集中させ、すべての感覚を使ってそれを探求するように促し、正確な言葉を使ってそれを説明するように促すものだった。18世紀から19世紀にかけてヨーロッパとアメリカで使用されたこれらの即物によるの教授は、実践者の1人によると、「適切に管理されていれば、感覚知覚または観察を育成し、子供たちが自分の考えを言葉で表現することに慣れ、利用可能な在庫を増やす。言葉やアイデア、そして思考のための資料を保存することによって、より困難で高度な研究への道も準備する」
このような技術は、20世紀のマリア・モンテッソーリの教育方法にとっても不可欠であった。クレバーリーとフィリップスによると、テレビ番組のセサミストリートも「ロックの仮定に基づいている。その目的は、特に都心部の恵まれない子どもたちに、彼らの環境では通常提供されない簡単なアイデアと基本的な体験を提供することでであった。」多くの点で、ロックの継続的な影響にもかかわらず、これらの著者が指摘するように、20世紀はロックの世紀がそうではなかった方法で「生まれか育ちか」の議論によって支配されてきた。ロックの楽観的な「環境主義」は、彼のテキストでは修飾されているが、もはや単なる道徳的な問題ではなく、科学的な問題でもある。

## 邦訳
- 押村襄訳『教育に関する考察』玉川大学出版部、1953年
- 服部知文訳『教育に関する考察』岩波書店、1967年